# جام جهانی اسکیت سرعت ۲۰۱۷–۱۸ – جام جهانی ۱
نخستین آخر هفتهٔ مسابقات جام جهانی اسکیت سرعت ۲۰۱۷–۱۸ از جمعه، ۱۰ نوامبر تا یکشنبه، ۱۲ نوامبر ۲۰۱۷ در ورزشگاه تیالف واقع در هیرن‌فین، هلند برگزار شد.

## برنامه زمانی
جزئیات برنامهٔ زمانی رویداد:
| تاریخ             | رویدادها | دسته‌بندی |
| ----------------- | --- | -------- |
| جمعه، ۱۶ نوامبر   | ۵۰۰ متر زنان (۱) ۵۰۰ متر مردان (۱)                                                                                 | B        |
| جمعه، ۱۶ نوامبر   | استارت دسته‌جمعی مردان نیمه‌نهایی ۱ مردان استارت دسته‌جمعی مردان نیمه‌نهایی ۲ مردان تعقیبی تیمی زنان تعقیبی تیمی مردان |          |
| جمعه، ۱۶ نوامبر   | ۵۰۰ متر زنان (۱) ۵۰۰ متر مردان (۱)                                                                                 | A        |
| شنبه، ۱۷ نوامبر   | ۵۰۰ متر زنان (۲) ۵۰۰ متر مردان (۲) ۱٬۵۰۰ متر زنان ۱٬۵۰۰ متر مردان                                                  | B        |
| شنبه، ۱۷ نوامبر   | ۵۰۰ متر زنان (۱) ۱٬۵۰۰ متر زنان ۱٬۵۰۰ متر مردان ۵۰۰ متر مردان (۲)                                                  | A        |
| شنبه، ۱۷ نوامبر   | فینال استارت دسته‌جمعی زنان فینال استارت دسته‌جمعی مردان                                                             |          |
| یکشنبه، ۱۸ نوامبر | ۱٬۰۰۰ متر زنان ۱٬۰۰۰ متر مردان ۳٬۰۰۰ متر زنان ۵٬۰۰۰ متر مردان                                                      | B        |
| یکشنبه، ۱۸ نوامبر | ۱٬۰۰۰ متر زنان ۱٬۰۰۰ متر مردان ۳٬۰۰۰ متر زنان ۵٬۰۰۰ متر مردان                                                      | A        |
| یکشنبه، ۱۸ نوامبر | سرعت تیمی زنان سرعت تیمی مردان                                                                                     | B        |

## مدال‌ها

### رویدادهای مردان
| رویداد          | طلا                      | زمان     | نقره           | زمان     | برنز                     | زمان     | گزارش |
| ۵۰۰ متر         | هووارد هولمفیورد لورنتزن | ۳۴٫۶۹۰   | نیکو ایله      | ۳۴٫۷۸۰   | کای وربی                 | ۳۴٫۸۴۰   | [ ۲ ] |
| ۵۰۰ متر         | لورن دوبرو               | ۳۴٫۸۰۰   | یان اسمیکنز    | ۳۴٫۸۴۰   | رونالد مولدر             | ۳۴٫۸۵۰   | [ ۳ ] |
| ۱٬۰۰۰ متر       | پاول کولیژنیکف           | ۱:۰۷٫۹۷۰ | کای وربی       | ۱:۰۸٫۱۲۰ | هووارد هولمفیورد لورنتزن | ۱:۰۸٫۲۸۰ | [ ۴ ] |
| ۱٬۵۰۰ متر       | دنیس یوشکف               | ۱:۴۴٫۴۲۰ | وینست دی هایتر | ۱:۴۵٫۸۷۰ | توماس کرول               | ۱:۴۵٫۹۲۰ | [ ۵ ] |
| ۵٬۰۰۰ متر       | اسون کرامر               | ۶:۱۲٫۸۸۰ | تد جان بلومن   | ۶:۱۴٫۹۵۰ | اسور لونده پدرسن         | ۶:۱۵٫۸۱۰ | [ ۶ ] |
| استارت دسته‌جمعی | لی سونگ-هون              | ۶۰الف    | جوئی مانتیا    | ۴۰الف    | چونگ جائه-وون            | ۲۱الف    | [ ۷ ] |

الف  در استارت دسته‌جمعی، امتیازهای مسابقه در طول مسابقه و بر پایهٔ نتایج سرعت‌های میانی و سرعت پایانی جمع‌آوری می‌شوند. اسکیت‌بازی که بیشترین امتیازات مسابقه را کسب کند، برنده محسوب می‌شود.

### رویدادهای زنان
| رویداد          | طلا             | زمان     | نقره            | زمان     | برنز                 | زمان     | گزارش  |
| ۵۰۰ متر         | نائو کودایرا    | ۳۷٫۲۹۰   | لی سانگ-هوا     | ۳۷٫۶۰۰   | آنجلینا گولیکووا     | ۳۷٫۶۷۰   | [ ۸ ]  |
| ۵۰۰ متر         | نائو کودایرا    | ۳۷٫۳۳۰   | لی سانگ-هوا     | ۳۷٫۵۳۰   | آریسا گو             | ۳۷٫۸۸۰   | [ ۹ ]  |
| ۱٬۰۰۰ متر       | نائو کودایرا    | ۱:۱۳٫۹۹۰ | میهو تاکاگی     | ۱:۱۴٫۴۵۰ | یورن تر مورس         | ۱:۱۴٫۶۵۰ | [ ۱۰ ] |
| ۱٬۵۰۰ متر       | میهو تاکاگی     | ۱:۵۴٫۶۸۰ | یورن تر مورس    | ۱:۵۵٫۴۴۰ | لوته فان بیک         | ۱:۵۶٫۳۴۰ | [ ۱۱ ] |
| ۳٬۰۰۰ متر       | آنتوانت دی یونگ | ۴:۰۳٫۵۳۰ | ناتالیا ورونینا | ۴:۰۴٫۰۰۰ | اوانی بلاندین        | ۴:۰۴٫۱۶۰ | [ ۱۲ ] |
| استارت دسته‌جمعی | آیانو ساتو      | ۶۰الف    | اوانی بلاندین   | ۴۰الف    | فرانچسکا لویوبریجیدا | ۲۳الف    | [ ۱۳ ] |

الف  در استارت دسته‌جمعی، امتیازهای مسابقه در طول مسابقه و بر پایهٔ نتایج سرعت‌های میانی و سرعت پایانی جمع‌آوری می‌شوند. اسکیت‌بازی که بیشترین امتیازات مسابقه را کسب کند، برنده محسوب می‌شود.